# Taffy (serie animata)
Taffy è una serie animata francese del 2018 della Cyber Group Studios in collaborazione con Turner Broadcasting System Europe e France Télévisions, ideata da Pierre Sissmann e Mike de Seve. La serie ha debuttato con la sua prima stagione il 17 dicembre 2018 su Boomerang Africa e nel 2019 in tutta Europa su Boomerang e in Francia su France 4. Il cartone è stato poi rinnovato per una seconda stagione, in coproduzione con Gulli e successivamente, anche per una terza.
In Italia la serie è stata trasmessa per la prima volta il 25 maggio 2019 in prima TV assoluta su Boomerang, mentre il 6 gennaio 2021 su Cartoonito.

## Trama
Bentley, un fedele dobermann, deve affrontare un procione furbo e con gli occhi grandi di nome Scraggs, che è stato adottato dalla sua padrona, la miliardaria e dolcissima Mrs. Richmore, fingendosi un gatto di nome Taffy.

## Doppiaggio
| Personaggio   | Doppiatore originale | Doppiatore italiano |
| ------------- | -------------------- | ------------------- |
| Taffy         | Emmanuel Garijo      | Ruggero Andreozzi   |
| Bentley       | Tyler Bunch          | Matteo Brusamonti   |
| Mrs. Richmore | Serra Hirsch         | Graziella Porta     |
| Alfred        |                      | Luca Bottale        |

## Personaggi
- Taffy: un furbo procione antropomorfo con delle macchie nere intorno agli occhi. Si finge un gatto grazie a un fiocco rosso attorno al collo e viene adottato da Mrs. Richmore. Il suo vero nome è Scraggs. Doppiato da Ruggero Andreozzi[1].
- Roxy: un procione femmina che compare in una sola puntata e riconosce Taffy come gatto.
- Bentley: un dobermann blu e arancione da caccia, sa che Taffy è un procione e fa di tutto per smascherarlo cercando di togliergli il fiocco. Doppiato in originale da Tyler Bunch e in italiano da Matteo Brusamonti[1].
- Mrs. Richmore: la ricca miliardaria e dolcissima vecchietta nonché padrona dei due animali che preferisce Taffy. Doppiata in originale da Serra Hirsch e in italiano da Graziella Porta[1].
- Mrs. Highcost
- Mr. Fuffermin
- Alfred: il maggiordomo di casa Richmore, ha pochi capelli e baffi marroni, quando Mrs. Richmore gli chiede qualcosa, lui risponde "Subito, signora". Doppiato da Luca Bottale[1].
- Idy: la nipotina di Mrs. Richmore, è vivace e scambia Taffy per un procione.
- Mish: un procione maschio amico di Taffy.
- Mash: un procione femmina amica di Taffy.

## Episodi

### Prima stagione
| nº | Titolo italiano                       | Titolo inglese                  | Prima TV Francia | Prima TV Italia  |
| -- | ------------------------------------- | ------------------------------- | ---------------- | ---------------- |
| 1  | Il nuovo inquilino                    | Enter the Kitty                 | 13 gennaio 2019  | 25 maggio 2019   |
| 2  | Un problema piccolo piccolo           | A Minor Problem                 | 13 gennaio 2019  | 25 maggio 2019   |
| 3  | Visita con ricatto                    | No Strings Attached             | 13 gennaio 2019  | 25 maggio 2019   |
| 4  | Un affascinante compratore            | The Highest Bidder              | 13 gennaio 2019  | 25 maggio 2019   |
| 5  | Vi dichiaro cane e gatto              | I Now Pronounce You Dog and Cat | 13 gennaio 2019  | 25 maggio 2019   |
| 6  | La fidanzata di Bentley               | Bentley's Girlfriend            | 13 gennaio 2019  | 25 maggio 2019   |
| 7  | Il test del DNA                       | D.N.A. OK                       | 13 gennaio 2019  | 25 maggio 2019   |
| 8  | A casa da soli                        | Staycation                      | 13 gennaio 2019  | 25 maggio 2019   |
| 9  | Due vecchi amici                      | Mission Mish Mash               | 13 gennaio 2019  | 25 maggio 2019   |
| 10 | Bentley e i fantasmi del Natale       | A Bentley Carol                 | 13 gennaio 2019  | 26 maggio 2019   |
| 11 | Lo scambio                            | The Switch                      | 19 gennaio 2019  | 26 maggio 2019   |
| 12 | L'app dei cuccioli                    | Cute or Boot                    | 19 gennaio 2019  | 26 maggio 2019   |
| 13 | Tango e cavoli                        | License to Kale                 | 19 gennaio 2019  | 26 maggio 2019   |
| 14 | Il ladro di gatti                     | Cat Burglar                     | 20 gennaio 2019  | 26 maggio 2019   |
| 15 | Il giorno del procione                | Raccoon Day                     | 20 gennaio 2019  | 26 maggio 2019   |
| 16 | Il fenomeno del web                   | Logging Off                     | 20 gennaio 2019  | 26 maggio 2019   |
| 17 | Un odore irresistibile                | Smell of the Chase              | 26 gennaio 2019  | 26 maggio 2019   |
| 18 | La mostra felina                      | Showtime                        | 26 gennaio 2019  | 26 maggio 2019   |
| 19 | Ritorno a casa                        | Old Home Reek                   | 26 gennaio 2019  | 2 giugno 2019    |
| 20 | Difetto di fabbrica                   | Factory Flaw                    |                  | 2 giugno 2019    |
| 21 | Il sistema di sicurezza               | Robo-House                      | 27 gennaio 2019  | 2 giugno 2019    |
| 22 | Alta pasticceria                      | Whisperer To A Scream           |                  | 5 giugno 2019    |
| 23 | Il re della discarica                 | Bentley of the Jungle           |                  | 5 giugno 2019    |
| 24 | In campeggio                          | Out of the Woods                |                  | 5 giugno 2019    |
| 25 | Ronald Acchiappaprocioni              | Reach Out and Touch Someone     |                  | 5 giugno 2019    |
| 26 | La pazienza ha un limite              | The White Gloves                |                  | 5 giugno 2019    |
| 27 | Robomaggiordomo 4000                  | Machine Dreams                  |                  | 5 giugno 2019    |
| 28 | Taffyzilla                            | TaffyZilla                      |                  | 6 giugno 2019    |
| 29 | Risate dal dentista                   | Laughy Taffy                    |                  | 6 giugno 2019    |
| 30 | La terapista degli animali            | Pet Therapist                   |                  | 6 giugno 2019    |
| 31 | Il nuovo rivale di Taffy              | There Kitty Kitty               |                  | 6 giugno 2019    |
| 32 | La star di Hollywood                  | A Star Is Born                  |                  | 6 giugno 2019    |
| 33 | Il trucco per la festa                | Makeover Fakeover               |                  | 6 giugno 2019    |
| 34 | La mossa del procione                 | The Eye of the Raccoon          |                  | 6 giugno 2019    |
| 35 | I maglioni                            | The Sweaters                    |                  | 6 giugno 2019    |
| 36 | L'esperto prendifiocchi               | School's Fools                  |                  | 6 giugno 2019    |
| 37 | A colpi di notizie                    | Citizen Taffy                   |                  | 7 giugno 2019    |
| 38 | Sotto ipnosi                          | Flowers for Bentley             |                  | 7 giugno 2019    |
| 39 | La luna procione                      | Raccoon Moon                    |                  | 7 giugno 2019    |
| 40 | Un amore di polpettone                | Love of Loaf                    |                  | 7 giugno 2019    |
| 41 | Il condizionatore                     | Climate Control Freaks          |                  | 2 dicembre 2019  |
| 42 | Un collare per Taffy                  | Cone Heads                      |                  | 2 dicembre 2019  |
| 43 | Procioni dal futuro                   | Time Out of Taffy               |                  | 2 dicembre 2019  |
| 44 | La nostalgia di Taffy                 | Raccoon in a Guilted Cage       |                  | 2 dicembre 2019  |
| 45 | Emergenza pulci                       | The Flea Party                  |                  | 2 dicembre 2019  |
| 46 | L'orso da guardia                     | The Guard Dog                   |                  | 3 dicembre 2019  |
| 47 | Il letargo di Taffy                   | The Cat's Pyjamas               |                  | 3 dicembre 2019  |
| 48 | Migliori amici                        | Happy Home                      |                  | 3 dicembre 2019  |
| 49 | Caccia al tesoro                      | Buried Treasure                 |                  | 3 dicembre 2019  |
| 50 | I biscotti della fortuna              | The Fortune 500                 |                  | 3 dicembre 2019  |
| 51 | Brividi di febbre                     | Jitter Fever                    |                  | 3 dicembre 2019  |
| 52 | Un fiocco tutto nuovo                 | The Recall                      |                  | 4 dicembre 2019  |
| 53 | Un nuovo capitolo                     | New Leaf Taffy                  |                  | 4 dicembre 2019  |
| 54 | Una nuova signora Richmore            | The New Mrs. Muchmore           |                  | 4 dicembre 2019  |
| 55 | Un fiocco tutto nuovo                 | The Upgrade                     |                  | 4 dicembre 2019  |
| 56 | Tesoro, mi si è ristretto il procione | Honey, I Shrunk the Raccoon     |                  | 4 dicembre 2019  |
| 57 | In gabbia                             | Caged!                          |                  | 4 dicembre 2019  |
| 58 | Gli spiriti degli antenati            | Scare Tactics                   |                  | 4 dicembre 2019  |
| 59 | Taffy il caddy                        | Pretty Shack                    |                  | 5 dicembre 2019  |
| 60 | Il rivale                             | The Rival                       |                  | 5 dicembre 2019  |
| 61 | Sogni agitati                         | Mrs. ZZZ                        |                  | 5 dicembre 2019  |
| 62 | La macchiatosi                        | Spotted!                        |                  | 5 dicembre 2019  |
| 63 | Il cucciolo preferito                 | My Fair Puppy                   |                  | 5 dicembre 2019  |
| 64 | Lo struzzo                            | Rags to Ostriches               |                  | 9 dicembre 2019  |
| 65 | Il grande starnuto                    | The Big Sneeze                  |                  | 11 novembre 2019 |
| 66 | Gita in mongolfiera                   | Flying High                     |                  | 11 novembre 2019 |
| 67 | Il ritorno di Scraggs                 | The Return of Scraggs           |                  | 11 novembre 2019 |
| 68 | Doppio maggiordomo                    | Twin or Lose                    |                  | 10 dicembre 2019 |
| 69 | Caramelle mostruose                   | Little Monster                  |                  | 10 dicembre 2019 |
| 70 | L'eroe dei rifiuti                    | Boot Camp Manor                 |                  | 7 dicembre 2019  |
| 71 | Al di là dello specchio               | Mansion Mirror                  |                  | 7 dicembre 2019  |
| 72 | Amici di discarica                    | Besties                         |                  | 10 dicembre 2019 |
| 73 | Il genio della lampada                | I Love Lamp                     |                  | 13 novembre 2019 |
| 74 | A caccia di topi                      | A Mouse in the House            |                  | 7 dicembre 2019  |
| 75 | Bucky il pony                         | Phony Pony                      |                  | 14 novembre 2019 |
| 76 | Rumori molesti                        | Squeakophobia                   |                  | 8 dicembre 2019  |
| 77 | Quattro volte Taffy                   | Clone Sweet Clone               |                  | 15 novembre 2019 |
| 78 | Il silenzio dei birbanti              | Slience of the Slams            |                  | 11 dicembre 2019 |

### Seconda stagione
| nº | Titolo italiano              | Titolo inglese                    | Prima TV Francia | Prima TV Italia |
| -- | ---------------------------- | --------------------------------- | ---------------- | --------------- |
| 79 | Il labirinto                 | A Maze In and Out                 | 12 maggio 2022   | 2 maggio 2022   |
| 80 | Missione Improbabile         | Mission Improbable                |                  | 2 maggio 2022   |
| 81 | Lo scatto perfetto           | Snapped                           |                  | 3 maggio 2022   |
| 82 | Una pallina irresistibile    | Menace to Tennis                  |                  | 3 maggio 2022   |
| 83 | Caccia ai fiocchi            | Bows'R'Us                         |                  | 4 maggio 2022   |
| 84 | Un Procione in beneficenza   | Sweet Charity                     |                  | 4 maggio 2022   |
| 85 | Il Tesoro di Famiglia        | Family Fortunes                   |                  | 4 maggio 2022   |
| 86 | Incastrato                   | Framed                            |                  | 3 maggio 2022   |
| 87 | Un pessimo odore             |                                   |                  | 2 maggio 2022   |
| 88 | Bentley in missione su Marte | Bentley's Mission To Mars         |                  | 5 maggio 2022   |
| 89 | Orso con sorpresa            | Journey To The Center Of The Bear |                  | 5 maggio 2022   |
| 90 | Caccia alla Talpa            | The Mole                          |                  | 5 maggio 2022   |
| 91 | Una coccola di troppo        | All You Don't Need Is Love        |                  | 6 maggio 2022   |
| 92 | Procione con riscatto        | Ransom Raccoon                    |                  | 6 maggio 2022   |
| 93 | Bigfoot in soccorso          | Give A Little Whistle             |                  | 6 maggio 2022   |
| 94 | Caccia al randagio           | Snaggy Maggy                      |                  | 9 maggio 2022   |
| 95 | Problemi di gesso            | Plaster Disaster                  |                  | 9 maggio 2022   |
| 96 | Il cravattino scomparso      | Bow Tied                          |                  | 9 maggio 2022   |
| 97 | Bentley il cervellone        | Big Brain Bentley                 |                  | 10 maggio 2022  |